# Clarion (Iowa)
Clarion è una città degli Stati Uniti d'America, situata nello Stato dell'Iowa, nella Contea di Wright, della quale è il capoluogo.